# Kargınselimağa, Kaman
Karkınselimağa là một xã thuộc huyện Kaman, tỉnh Kırşehir, Thổ Nhĩ Kỳ. Dân số thời điểm năm 2010 là 184 người.